# La trama fenicia
La trama fenicia (The Phoenician Scheme) è un film del 2025 scritto e diretto da Wes Anderson.

## Trama
Sopravvissuto a un incidente aereo per la sesta volta in tutta la sua vita, il magnate internazionale Zsa-Zsa Korda tenta di ricucire i rapporti con sua figlia Liesl, nel frattempo diventata suora, che non vede da troppo tempo.

## Produzione
Le prime informazioni riguardo al film si sono cominciate ad avere nel maggio 2023, quando fu reso noto che Benicio del Toro e Michael Cera sarebbero entrati a far parte del cast principale del nuovo film di Wes Anderson, il quale parlò già del suo sviluppo nel giugno 2023, durante la promozione del suo precedente film Asteroid City, arrivando a definirlo un'avventura "a tre mani" e la cui sceneggiatura era già in fase di completamento.
Le riprese del film sono cominciate il 12 maggio 2024 presso i Babelsberg Studio in Germania e si sono concluse il 3 giugno dello stesso anno, con Bruno Delbonnel alla fotografia, che sostituisce lo storico collaboratore di Anderson Robert Yeoman. Pochi giorni dopo la fine delle riprese venne annunciato che al cast si erano aggiunti anche Tom Hanks, Benedict Cumberbatch, Scarlett Johansson, Willem Dafoe, Bryan Cranston, Mia Threapleton e Tonio Arango.

## Promozione
Il primo trailer ufficiale del film è stato distribuito il 7 aprile 2025.

## Distribuzione
Dopo essere stato presentato in concorso per la Palma d'oro al Festival di Cannes il 18 maggio 2025, il film è uscito nelle sale cinematografiche italiane il 28 maggio 2025, due giorni prima che in quelle statunitensi.

## Accoglienza

### Incassi
Il film ha incassato 19555015 $ in Nord America e 19475555 $ nel resto del mondo, per un totale di 39030570 $. In Italia ha incassato 1150400 €.

### Critica
Su Rotten Tomatoes il film ha il 78% di recensioni positive, su Metacritic il voto medio è di 70/100.
In Italia, il film ha ricevuto pareri critici generalmente tiepidi. Il critico Simone Emiliani su Sentieri Selvaggi ha scritto che "anche se appare chiuso dentro una sua eleganza impenetrabile, stavolta nel suo film c’è qualcosa di diverso, un cambiamento o almeno un tentativo, un tentativo di andare avanti pur guardandosi sempre indietro”, mentre Raffaele Meale su Quinlan riassume che "La trama fenicia segue in maniera pedissequa lo schema visivo dei precedenti lavori del regista statunitense. Se la messa in scena non desta alcuno stupore si avverte almeno, rispetto ai film immediatamente precedenti, un minimo gusto per la narrazione”.
Teo Youssoufian su CineFacts.it sostiene che "Chi è da sempre scettico nei confronti del suo Cinema potrebbe trovarsi davanti a un ulteriore test di resistenza, ma sotto l’apparente superficie manierista il film riesce a sorprendere - a tratti - con una storia più emotiva del previsto”.

## Riconoscimenti
- 2025 – Festival di Cannes
  - In concorso per la Palma d'oro